# باغ‌باشی (خادم)
باغ‌باشی (به ترکی استانبولی: Bağbaşı) یک منطقهٔ مسکونی در ترکیه است که در خادم واقع شده‌است. باغ‌باشی ۱٬۹۶۵ نفر جمعیت دارد و ۱٬۳۲۰ متر بالاتر از سطح دریا واقع شده‌است.